# Jigeum-eun matgo geuttaeneun teullida
Jigeum-eun matgo geuttaeneun teullida (hangeul: 지금은 맞고 그때는 틀리다, titolo internazionale: Right Now, Wrong Then) è un film del 2015 diretto da Hong Sang-soo.

## Riconoscimenti
- 2015 – Festival del film Locarno
  - Pardo d'oro